# Кузьменко, Николай Николаевич
Николай Николаевич Кузьменко (5 декабря 1912 — 4 ноября 1992) — советский и польский военачальник, генерал-майор танковых войск (31 мая 1954).

## Биография
Украинец. 
Участник Великой Отечественной войны, с 1 августа 1942 по 15 декабря 1943 года — командир 149-й танковой бригады. С 1 марта 1944 по 31 августа 1945 года — командир 256-й танковой бригады в звании подполковника, с 20 ноября 1944 года — полковник. Командовал 1318-м истребительно-противотанковым артиллерийским полком во время боёв за Штеттин (ныне Щецин).
После войны продолжил службу. С мая 1949 по апрель 1950 года был начальником отдела боевой подготовки 2-й гвардейской механизированной армии. С апреля 1950 года служил в Войске Польском, командовал 16-й танковой дивизией в Эльблонге и 20-й пехотной дивизией в Щецине. С 1954 года командовал 1-м польским механизированным корпусом в Гданьске. В СССР вернулся в 1955 году. С декабря 1955 по май 1964 года служил помощником командующего — начальником отдела боевой подготовки 7-й танковой армии Белорусского военного округа.
Награждён орденом Красного Знамени (дважды), орденом Красной Звезды, медалями «За боевые заслуги», «За оборону Ленинграда» и «За победу над Германией», а также польским орденом Возрождения Польши IV степени.
4 ноября 1971 года уволен в запас. Умер 4 ноября 1992 года.